# 利麗思商學綜合大樓

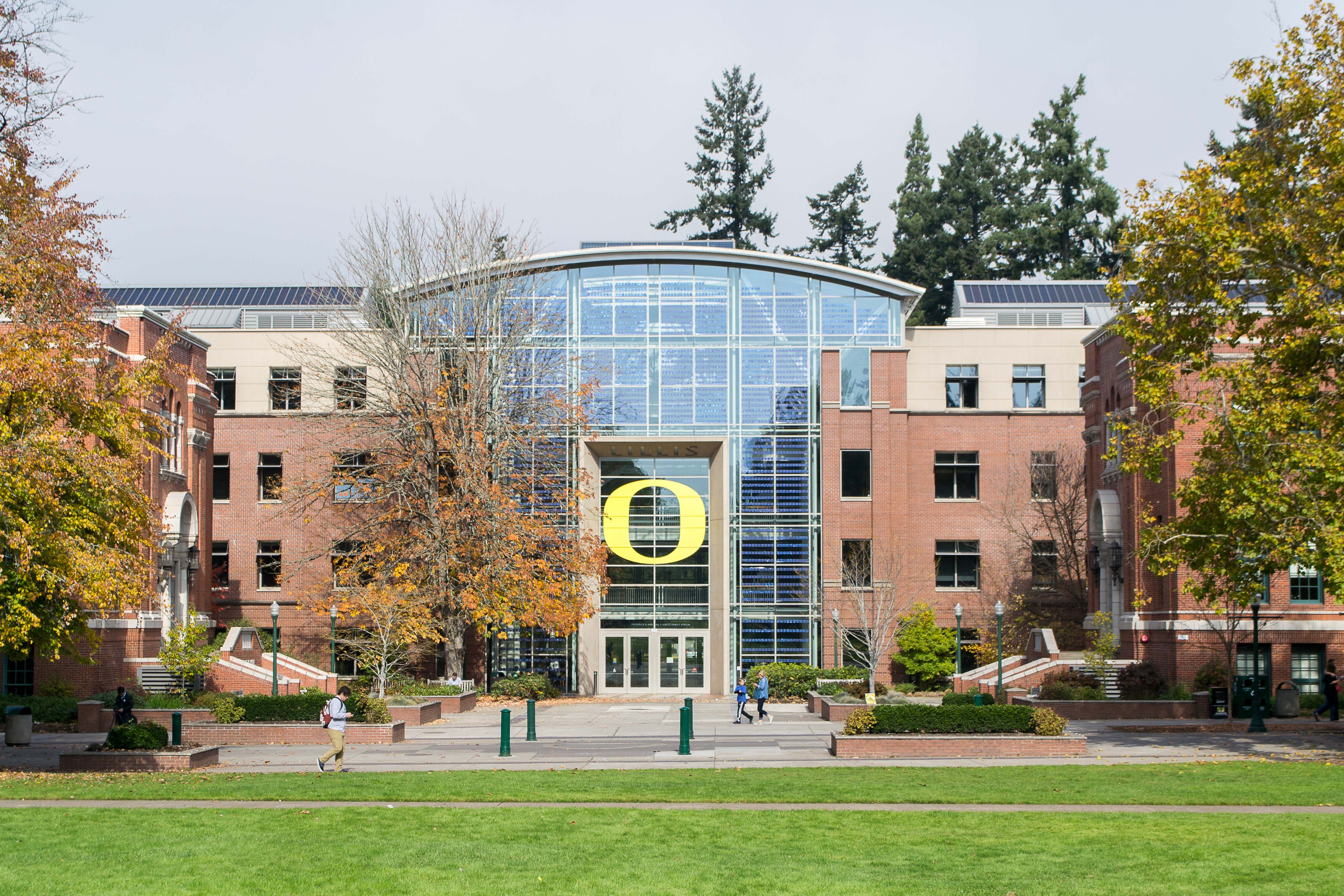
利麗思商學綜合大樓南側，可看見利麗思廳、吉勃特廳，彼得森廳

利麗思商學綜合大樓（LCB）是位於俄勒岡大學主校區的建築，目前是俄勒岡大學查爾斯朗德克斯特商學院的所在地，由四棟建築物組成，包含3座舊大樓吉勃特廳，彼得森廳和查爾斯商業中心，以及2003年竣工的新大樓利麗思廳作為主要建築連接3棟舊大樓。

## 風之籬
風之籬是藝術家內得·康恩設計並設置於利麗思商學綜合大樓北邊的一個雕塑作品。此作品是幾組小的鋁片組合而成懸吊於空中隨風飄動這是由俄勒岡州藝術百分百提案所支助。

## 影像

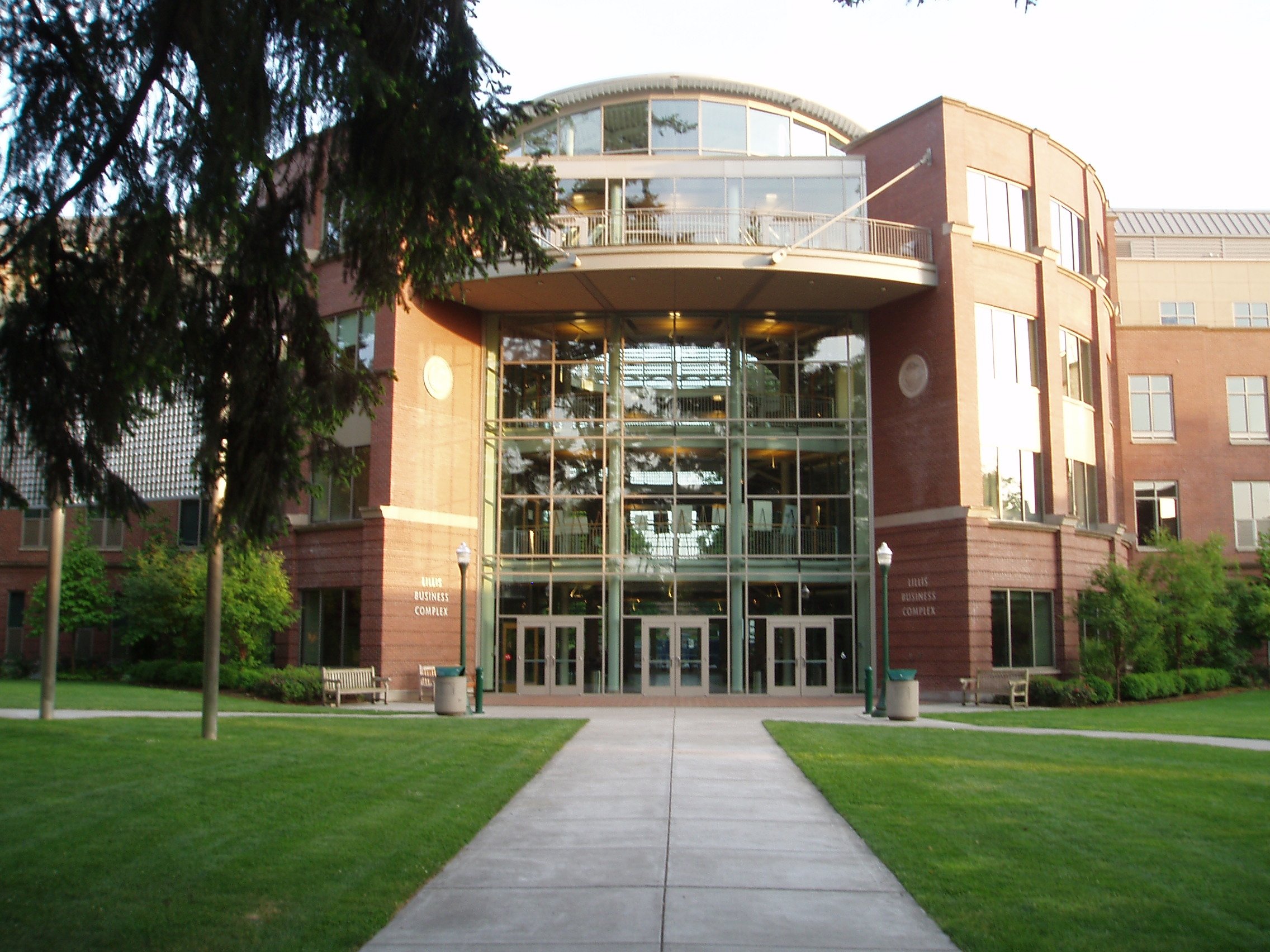
利麗思廳北側
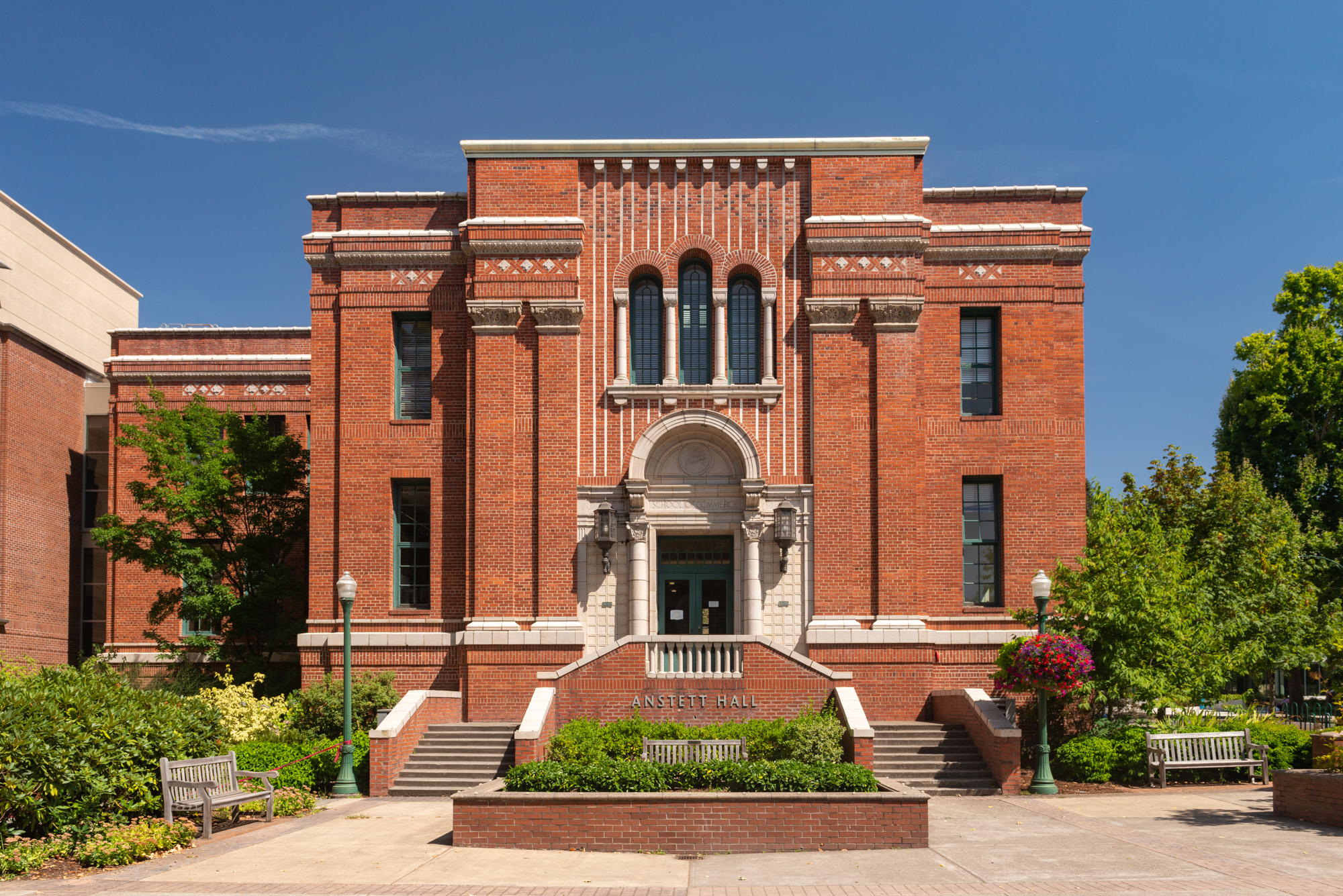
吉勃特廳
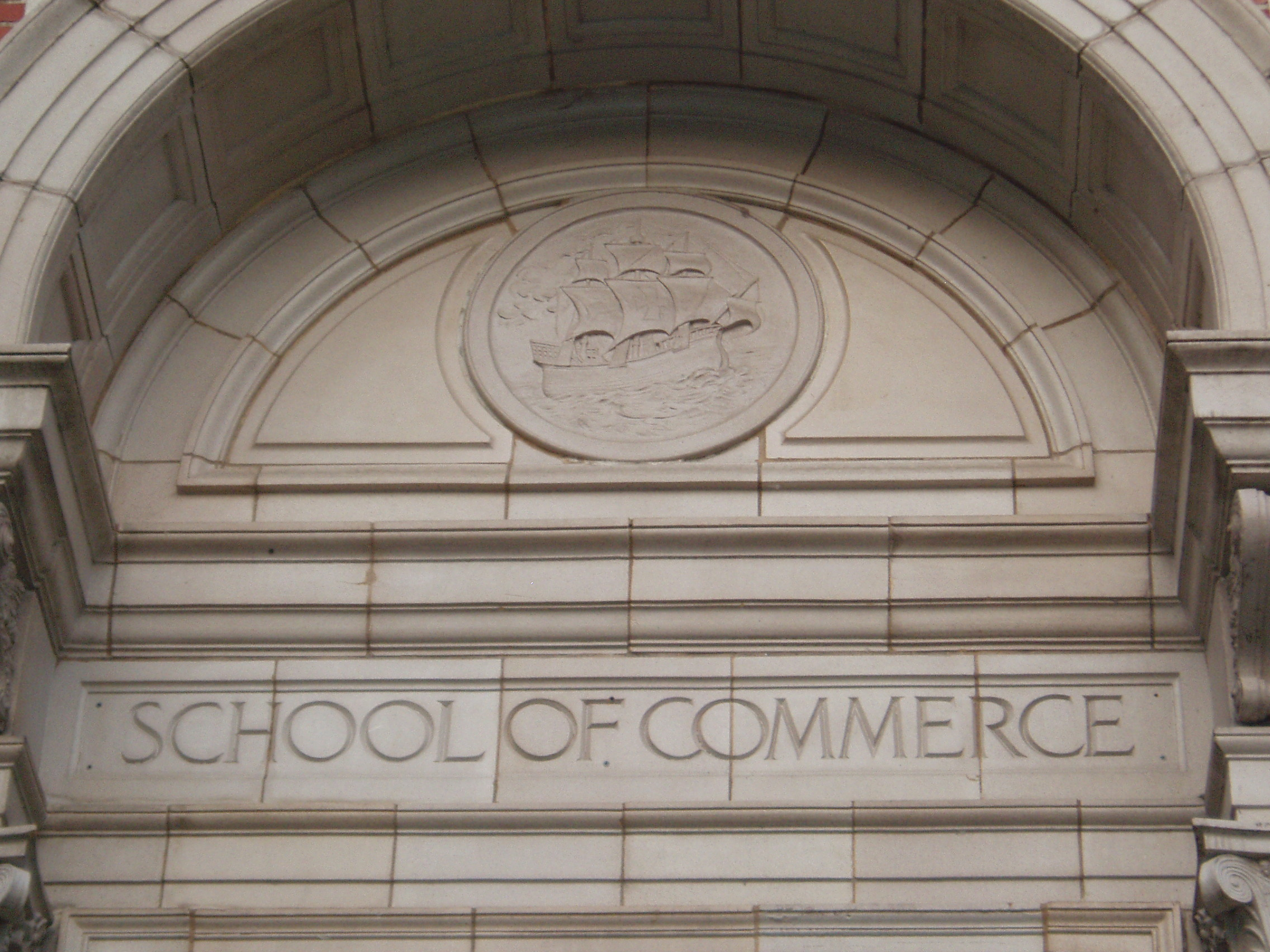
吉勃特廳浮雕入口
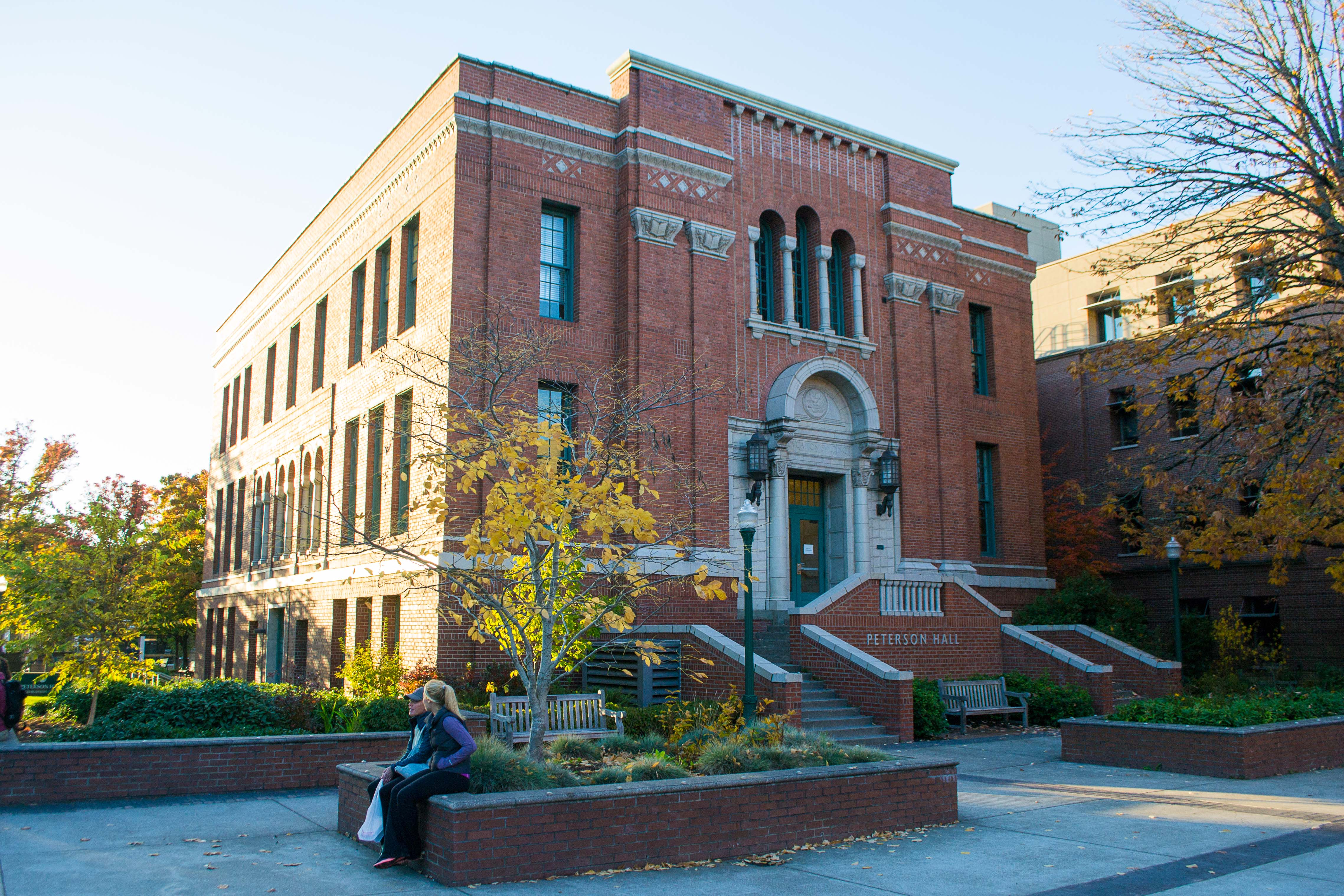
彼得森廳
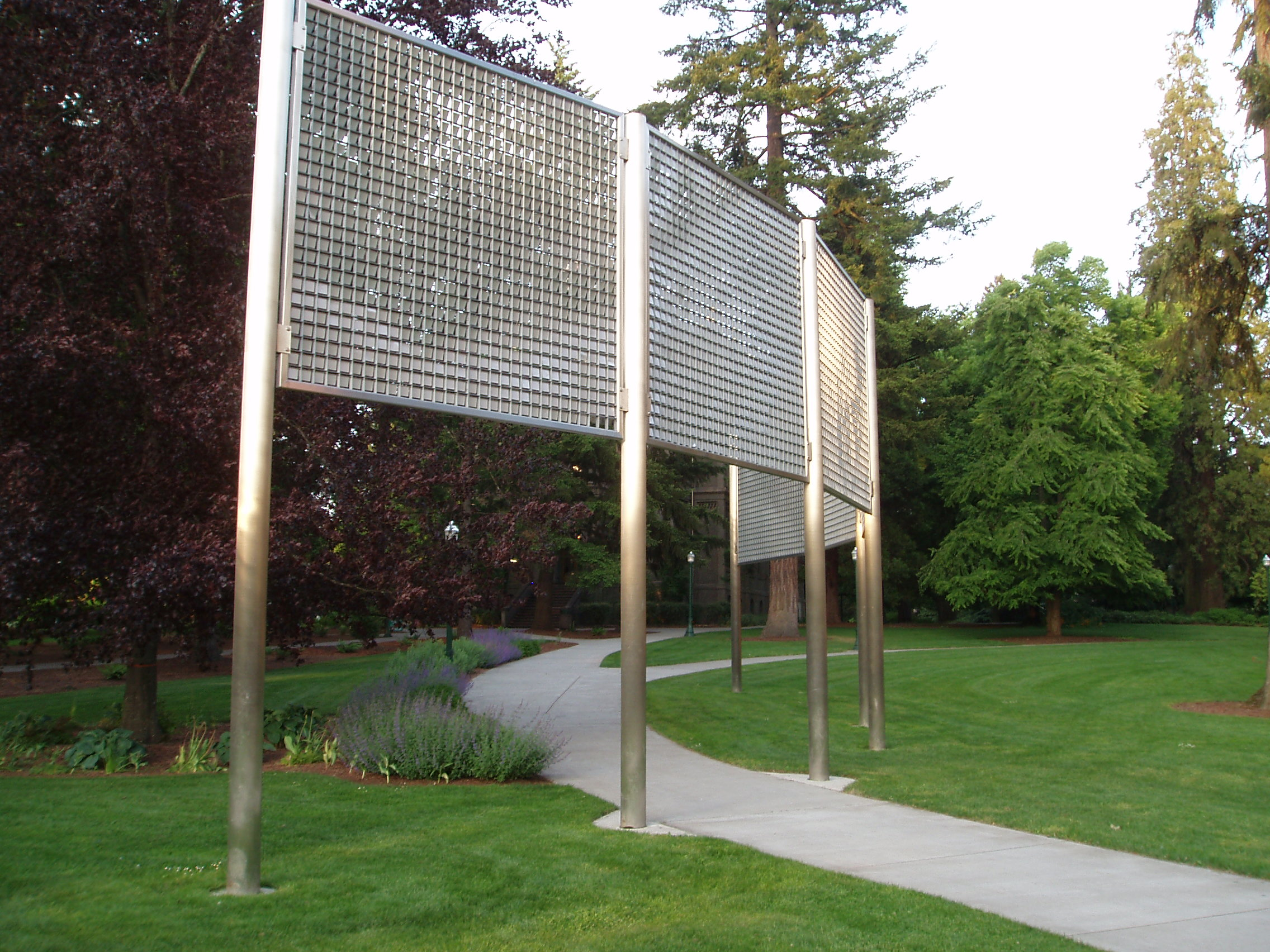
風之籬

## 外部連結
- Lundquist College of Business（页面存档备份，存于） - official site
- LCB Lillis Business Complex site （页面存档备份，存于）
- Floor plans
- Official site of artist Ned Kahn （页面存档备份，存于）
- UO Libraries' Architecture Guide （页面存档备份，存于）

44°02′46″N 123°04′39″W / 44.04605°N 123.07756°W